# الكيلو 300 (فلم)

## البطولة
- ابراهيم الحربي بدور «إبراهيم - أبو أحمد»
- مرام البلوشي بدور «مريم»
- عبد الله الخضر بدور «عبيد»
- محمد الفيلكاوي بدور «أبو عيسى»
- محمد الصراف بدور «محمد»
- يوسف المطر بدور «يوسف»
- هبة العبسي بدور «هبة»
- جاسم البلوشي بدور «جاسم»
- عبد الرحمن الحميدي بدور «عبد الرحمن»
- يعقوب عبدالله بدور «الدكتور يعقوب»
- احمد العونان «شخصيته الحقيقية»
- عبدالله الطراروة بدور «الدكتور»
- مي البلوشي
- صالح الدرع بدور «مزيد»